# Пескате
Пескате (итал. Pescate) је насеље у Италији у округу Леко, региону Ломбардија.
Према процени из 2011. у насељу је живело 2188 становника. Насеље се налази на надморској висини од 205 м.

## Становништво
Према резултатима пописа становништва 2011. у општини је живело 2.188 становника.
| 1931. | 1936. | 1951. | 1961. | 1971. | 1981. | 1991. | 2001. | 2011. |
| ----- | ----- | ----- | ----- | ----- | ----- | ----- | ----- | ----- |
| 823   | 868   | 1.048 | 1.077 | 1.472 | 1.771 | 1.797 | 1.983 | 2.188 |